# Донбасско-Ростовская стратегическая оборонительная операция
Донба́сско-Ростовская стратегическая оборонительная опера́ция — оборонительная операция войск Южного фронта и левого крыла Юго-Западного фронта на территории Донбасса во время Великой Отечественной войны, продолжавшаяся с 29 сентября по 16 ноября 1941 года. В ходе неё были проведены Донбасская и Ростовская фронтовые оборонительные операции.

## Силы сторон
К концу сентября 1941 подступы к Донбассу обороняли:
- Южный фронт (командующий генерал-лейтенант Д. И. Рябышев, с 5 октября — генерал-полковник Я. Т. Черевиченко):
  - 12-я армия (командующий генерал-майор И. В. Галанин)
  - 18-я армия (командующий генерал-лейтенант А. К. Смирнов, с октября генерал-майор В. Я. Колпакчи)
  - 9-я армия (командующий генерал-лейтенант Ф. М. Харитонов)
- левое крыло Юго-Западного фронта (Маршал Советского Союза С. К. Тимошенко):
  - 6-я армия (командующий генерал-лейтенант Р. Я. Малиновский)
- Азовская военная флотилия (командующий капитан 1 ранга А. П. Александров, с октября 1941 — контр-адмирал С. Г. Горшков.

Общее руководство войсками осуществлял главнокомандующий войсками Юго-Западного направления Маршал Советского Союза С. К. Тимошенко. В состав этих войск входили 23 стрелковые дивизии, 5 кавалерийских дивизий, 6 танковых бригад, 1 укреплённый район.
Противостоящие силы вермахта — войска группы армий «Юг» (командующий генерал-фельдмаршал Герд фон Рундштедт):
- 17-я армия (командующий генерал-полковник Карл фон Штюльпнагель)
- 1-я танковая группа, с 6 октября — 1-я танковая армия (командующий генерал-полковник Эвальд фон Клейст)
- 11-я армия (генерал пехоты Эрих фон Манштейн)
- 3-я румынская армия (командующий Петре Думитреску)
- Экспедиционный итальянский корпус в России (командующий генерал Джованни Мессе)
- Мобильный корпус (Венгрия) (командующий генерал-майор Бела Миклош-Дальноки).

В их состав входили 18 пехотных дивизий, 3 танковые дивизии, 10 различных бригад. Румынские, итальянские и венгерские войска оперативно подчинялись командующим тех немецких армий, в полосе которых они действовали.
Превосходство в пользу немецких и союзных им войск было в людях в 2 раза, в авиации в 2 раза, в артиллерии и миномётах в 3 раза.

## Планы сторон
К концу сентября 1941 года советские войска в ходе Тираспольско-Мелитопольской оборонительной операции были отброшены с большими потерями на рубеж Молочный лиман — Никополь — Запорожье — Днепропетровск — Красноград, где приводили себя в порядок и сооружали оборонительные рубежи. Их общая численность составляла 541 600 человек. Директивой Ставки Верховного Главнокомандования от 22 сентября 1941 года им предписывалось создать устойчивую оборону и выделить резервы. Но и в этой ситуации Ставка ВГК требовала от фронта активных наступательных действий. Выполняя эти требования, практически все армии фронта проводили в конце сентября частные наступательные операции, с весьма ограниченным успехом или вообще без них, но неся при этом существенные потери.
Немецкое командование запланировало нанести главный глубокий рассекающий удар силами 1-й танковой группы из района севернее Днепропетровска в направлении Азовского моря (на город Осипенко). Вспомогательный удар наносили 11-я немецкая (из района Никополя) и 3-я румынская армия (по побережью Азовского моря). Соединившись, эти группировки должны были уничтожить главные силы Южного фронта. 17-я армия обеспечивала фланг наступавшей ударной группировки, имея задачей разгромить 6-ю советскую армию. После уничтожения Южного фронта немецкие войска должны были развивать наступление на Ворошиловград (17-я армия) и на Ростов-на-Дону (1-я танковая группа). В пользу немецких войск были умелая концентрация наиболее мобильных сил на направлении главного удара (практически вся 1-я танковая группа — 350 танков — переходила в наступление на фронте всего в 25 километров). Сосредоточение 1-й танковой группы на этом участке советская разведка установить не смогла, поэтому удар всей этой армады пришелся на позиции двух стрелковых дивизий, укомплектованных после предыдущих боёв менее чем на 50 % личным составом и практически без артиллерии.

## Ход операции: первый этап

Окружение вермахтом частей РККА под селом Осипенко

29 сентября немецкие войска перешли в наступление. Главный удар был нанесён в стык между Юго-Западным и Южным фронтами в районе города Новомосковск. В тот же день перешли в наступление войска и на вспомогательных направлениях. Быстро прорвав слабую советскую оборону, немецкая 1-я танковая армия устремилась в прорыв. Пройдя за 9 суток свыше 200 километров, 7 октября севернее Осипенко 1-я танковая армия соединилась с мобильными частями 11-й армии. Командование Южного фронта предприняло усилия по выводу своих войск из наметившегося «котла», доложив об этом в Ставку ВГК и получив 3 октября соответствующее разрешение. 12-я армия 4 октября оставила Запорожье и отошла на рубеж Павлоград, Васильковка, Гавриловка. Но основные силы 18-й армии и часть сил 9-й армии попали в окружение севернее Осипенко (в целом до 6 дивизий). Командование окружённой группировкой возглавил командующий 18-й армией А. К. Смирнов. Эта группа сражалась до 10 октября, когда командующий погиб в бою при ночной попытке прорыва. В этот день её основные силы были рассечены на части и прекратили организованное сопротивление.
Потери советских войск были велики. В немецкой прессе было сообщено о захвате в плен 100 000 бойцов РККА, 212 танков и 672 орудия. Однако непосредственный участник тех событий Эрих фон Манштейн в своих мемуарах указал меньшие данные: «Мы захватили круглым счётом 65 тысяч пленных, 125 танков и свыше 500 орудий».
5 октября были сняты с должностей командующий войсками Южного фронта Д. И. Рябышев и член Военного Совета А. И. Запорожец. Командующим войсками фронта был назначен Черевиченко.
В то же время отставание немецких пехотных частей от танковых группировок не позволили немецкому командованию создать сплошной фронт окружение. Основные силы 9-й и 12-й армий, а также часть сил 18-й армии сумели прорваться через разрозненные боевые порядки противника. 7 октября Ставка ВГК передала Южному фронту 5 стрелковых дивизий и потребовала к 13 октября создать устойчивую линию фронта по рубежу реки Миус. Также был создан Таганрогский боевой участок (3 стрелковые дивизии). На севере 6-я армия с боями отошла к 11 октября на 25-30 километров, сумев сковать основные силы 17-й немецкой армии.
Но немецкое командование действовало оперативно: уже с 9-10 октября основные силы стали переносить главный удар на восток, стремясь не позволить советским войскам закрепиться. 1-я немецкая танковая армия сразу была перенацелена на ростовское направление и уже к исходу 13 октября вышла в район Таганрога. Там 11 октября советское командование спешно создало Таганрогскую оперативную группу в составе 3-х стрелковых и 3-х кавалерийских дивизий, двух военных училищ и полка НКВД (командир генерал-лейтенант Ф. Н. Ремезов), которой в тяжёлых боях удалось сдержать немецкое наступление.
14 октября 9-я армия и Таганрогский боевой участок (войска Южного фронта) нанесли контрудар в районе Таганрога по передовым частям противника. В этот день они потеснили передовые части противника на 10-15 километров. Но к исходу того же дня в бой с ходу были брошены подошедшие главные силы 1-й немецкой танковой армии. Слабо подготовленные советские войска начали спешный отход, и на их плечах немецкие войска к ночи ворвались в Таганрог (после уличных боёв окончательно захвачен противником 17 октября). К началу ноября войска правого крыла Южного фронта (12-я армия) по приказу Ставки ВГК отошли на рубеж Красный Лиман, Дебальцево, а войска его левого крыла (18-я и 9-я армии) под давлением превосходящих сил немцев — на рубеж Дебальцево — Красный Луч — Большекрепинская — Хапры, где заняли оборону. Донбасская оборонительная операция была завершена.

## Ход операции: второй этап
Немецкое командование желало максимально использовать достигнутые результаты: пока наспех созданная оборона советских войск в целом была слабой, после короткой перегруппировки и подтягивания тылов был шанс возобновить успешное наступление. Вместе с тем, встретив упорное сопротивление на кратчайшем пути к Ростову-на-Дону (через Таганрог), фон Рундштедт решил перебросить 1-ю танковую армию севернее и нанести глубокий охватывающий удар на Ростов через Дьяково — Шахты — Новочеркасск. При этом он планировал не только захватить Ростов-на-Дону, но и окружить и уничтожить части 9-й и 56-й отдельной армии генерал-лейтенанта Ф. Н. Ремезова (была переброшена с Северного Кавказа и спешно занимала оборону вокруг Ростова-на-Дону). Вспомогательный удар наносился на Ворошиловград силами 17-й немецкой армии и итальянского корпуса.
Советское командование с помощью авиационной разведки своевременно установило переброску 1-й танковой армии из района Таганрога на север. На участке её предполагаемого прорыва спешно сосредотачивались большие силы артиллерии и строилась единая система противотанковых опорных пунктов. Ставка ВГК передало войскам Юго-Западного фронта из своего резерва 37-ю армию (командующий генерал-майор А. И. Лопатин), которая должна была ударом по северному флангу разгромить 1-ю немецкую танковую армию, но ей прибытие и завершение сосредоточения в районе Каменска-Шахтинского должно было завершиться к середине ноября. До этого времени войска Южного фронта были обязаны отражать немецкое наступление и всемерно ослаблять немецкие танковые группировки.
5 ноября 1941 года немецкие войска возобновили наступление. Началась Ростовская оборонительная операция. Главный удар наносился по правому флангу 9-й советской армии, где его и ожидали. Сражение с самого начала приняло крайне ожесточённый характер, но оно уже не имело ничего общего с событиями месячной давности. Немецкие танки медленно «прогрызали» советскую оборону, по ним наносили удары значительные силы авиации, по флангам противника 6 и 7 октября были нанесены сильные контрудары. В итоге, за первые 6 суток наступления максимальное продвижение немецких войск составило всего 30 километров.
В этой ситуации Рундштетд приказал Клейсту отказаться от глубокого обхода Ростова и атаковать город с севера, через Кутейниково — Большие Салы, перенося удар по полосе обороны 56-й советской армии. Выполняя этот приказ, с 11 по 16 ноября Клейст сумел продвинуться с непрерывными боями ещё на 25 километров, а на вспомогательных направлениях немецкое продвижение ограничилось от 5 до 15 километров. Попытка 13-й немецкой танковой дивизии атаковать вдоль железной дороги Таганрог — Ростов-на-Дону была отбита. Прорвать советскую оборону немецкие войска уже не могли. Большие потери в танках подорвали боеспособность 1-й танковой армии.
К исходу 16 ноября 37-я армия и ударные группировки иных армий заняли исходные рубежи для перехода в контрнаступление. В этот день Ростовская оборонительная операция завершилась. С 17 ноября Красная Армия начала Ростовскую наступательную операцию.

## Итоги операции
На начальном этапе операции, в начале октября 1941 года, советские войска Южного фронта потерпели сокрушительное поражение с тяжелыми потерями. Немецкие войска продвинулись в короткий срок от 150 до 300 километров, захватили юго-западную часть Донбасса и вышли к Таганрогу.
Командующий группы «Юг» фельдмаршал Герд фон Рундштедт полагал, что в преддверии зимы продолжать наступление не следует. Поэтому было начато сооружение линии укреплений на р. Миус.. Однако Гитлер настоял на продолжении наступления, и 17 ноября танки Клейста двинулись на Ростов-на-Дону. После недели упорных боёв оборона Красной Армии была сломлена, и в ночь на 20 ноября передовые части дивизии СС «Лейбштандарт» ворвались в город и с ходу заняли мост через Дон.
В полном соответствии с предсказанием Рундштедта сил для удержания города не хватило, и уже 28 ноября советские войска под командованием С. К. Тимошенко после упорного и кровопролитного боя вновь заняли Ростов-на-Дону. Рундштедт запросил разрешения Гитлера отвести войска на подготовленный рубеж обороны на р. Миус, но разрешения не получил. Тем не менее, приказ к отходу был отдан, за что в тот же день Рундштедт был отстранён от командования. Новый командующий группой «Юг» Вальтер фон Райхенау, прибыв на место, подтвердил приказ к отступлению. Рубеж Миуса части 17-й полевой армии удерживали всю весну следующего 1942 года вплоть до начала наступления на Кавказ. 
Потери советских войск за время операции составили 143 313 человек безвозвратных потерь (убитые и умершие от ран, но наиболее значительная часть — пленными в октябрьских боях), 17 263 человек — санитарных потерь.
Потери немецких войск составили 17 227 человек, из которых 3 454 человека убитыми, 660 пропавших без вести, 13 113 раненых. Потери румынских, итальянских и венгерских войск в этой операции не известны.

## Комментарии
1. ↑  Вдоль правого берега р. Миус расположен крутой склон, приуроченный к восточной границе Донецкого кряжа. Таким образом, эта позиция была удобной для обороны от наступления с востока, но не с запада.
2. ↑  В составе сил, оборонявших Миус-фронт в зимой-весной 1942 была и 1-я горнострелковая дивизия